# Weber (jednostka)
Weber (Wb) – jednostka strumienia indukcji magnetycznej w układzie SI (Jednostka pochodna układu SI). Jeden weber jest strumieniem indukcji magnetycznej o wartości 1 tesli przecinającej pod kątem prostym powierzchnię 1 metra kwadratowego. Wartość 1 webera można też zinterpretować następująco: jeśli weźmiemy otwartą pętlę (z przewodnika) o powierzchni 1 metra kwadratowego i będziemy jednostajnie zwiększać strumień magnetyczny przecinający tę pętlę prostopadle tak, aby strumień magnetyczny wzrastał z szybkością 1 webera na sekundę, to na końcach tej otwartej pętli wyindukuje się siła elektromotoryczna o wartości 1 wolta.
Nazwa weber pochodzi od nazwiska niemieckiego fizyka Wilhelma Webera.

## Związek webera z innymi jednostkami
{\displaystyle {\text{Wb}}={\text{T}}\cdot {\text{m}}^{2}={\frac {\text{J}}{\text{A}}}={\text{V}}\cdot {\text{s}}={\frac {{\text{kg}}\cdot {\text{m}}^{2}}{{\text{s}}^{2}\cdot {\text{A}}}}}
gdzie:
A = amper
J = dżul
kg = kilogram
m = metr
s = sekunda
T = tesla
V = wolt
Wb = weber